# Skoptsy
Os skoptsy (russo:  скопцы; IPA: [skɐpˈtsɨ]; singular: скопец "eunuco") foram uma seita dentro do movimento do Cristianismo Espiritual maior no Império Russo, mais conhecido por praticar a castração de homens e a mastectomia de mulheres de acordo com seus ensinamentos contra a luxúria. O termo é descritivo usado pela Igreja Ortodoxa Russa oficial.
O movimento surgiu no final do século XVIII e alcançou o auge de sua popularidade no início do século XX, com cerca de cem mil membros, mesmo com a perseguição do governo imperial. Apesar da severa repressão sob a União Soviética, pequenos grupos perseveraram no século XXI.

## Crenças e práticas

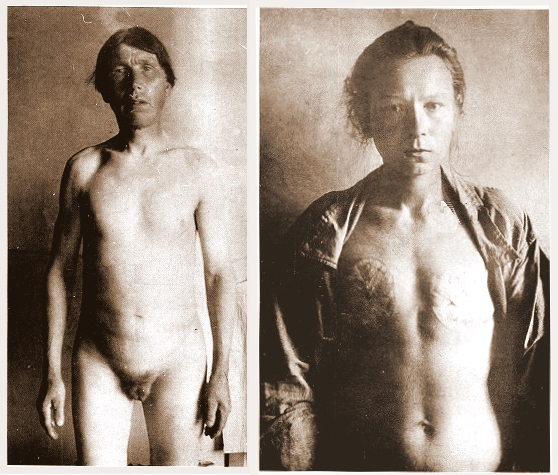
Skoptsy homem e mulher com "selo maior"

Skoptsy é um plural de skopets, na época o termo russo para "castrar" (no russo contemporâneo, o termo tornou-se restrito a se referir à seita, em seu significado genérico substituído pelos empréstimos yévnukh е́внух, ou seja, eunuco, e kastrat кастрат).
Os skoptsy referem-se a si próprios como "Pombas Brancas" белые голуби. Seu objetivo era aperfeiçoar o indivíduo, erradicando o pecado original, que eles acreditavam ter vindo ao mundo no primeiro coito entre Adão e Eva. Eles acreditavam que os órgãos genitais humanos eram a verdadeira marca de Caim e que a verdadeira mensagem de Jesus Cristo incluía a prática da castração, que o próprio Jesus fora um castrado e que seu exemplo fora seguido pelos apóstolos e pelos primeiros santos cristãos.
Eles acreditavam que os órgãos genitais humanos eram uma marca do pecado original e que, após a expulsão do Jardim do Éden, Adão e Eva tiveram as metades do fruto proibido enxertadas em seus corpos, formando testículos e seios. Assim, a remoção desses órgãos sexuais restauraria os skoptsy ao estado anterior ao pecado original. Os skoptsy afirmaram que eles estavam cumprindo o conselho de perfeição de Cristo em Mateus 19:12 e 18:8–9.
Havia dois tipos de castração: o "selo menor" e o "selo maior". Para os homens, o "selo menor" significava a remoção dos testículos apenas, enquanto o "selo maior" envolvia a remoção do pênis ou a emasculação (remoção do pênis e dos testículos). Os homens submetidos ao "selo maior" usavam chifre de vaca ao urinar. As castrações foram originalmente realizadas com um ferro em brasa, chamado de 'batismo de fogo'. No entanto, os skoptsy mais tarde mudaram para o uso de facas ou navalhas, com o ferro servindo apenas para interromper o fluxo sanguíneo. Eles também torceram o escroto, destruindo as vesículas seminais e interrompendo o fluxo de sêmen.
Nas mulheres, os skoptsy removiam os mamilos ou os seios inteiros. Ocasionalmente, eles simplesmente marcavam os seios. Eles também removiam frequentemente os pequenos lábios e o clitóris, sem qualquer uso de anestésicos.
As operações geralmente eram realizadas por idosos. Durante a operação, eles diziam a frase "Cristo ressuscitou!".